# Pouteria caimito
Pouteria caimito (Ruiz & Pav.) Radlk., 1882, è un albero appartenente alla famiglia  delle Sapotacee, coltivato prevalentemente per la produzione del suo frutto, che nei diversi Paesi dove è diffuso ha ricevuto diversi nomi vernacolari: viene chiamato  caimito in Colombia, abiu in Brasile, cauge in Ecuador e temare in Venezuela. Non va confusa col cainito (Chrysophyllum cainito), albero da frutto appartenente alla stessa famiglia.

## Descrizione

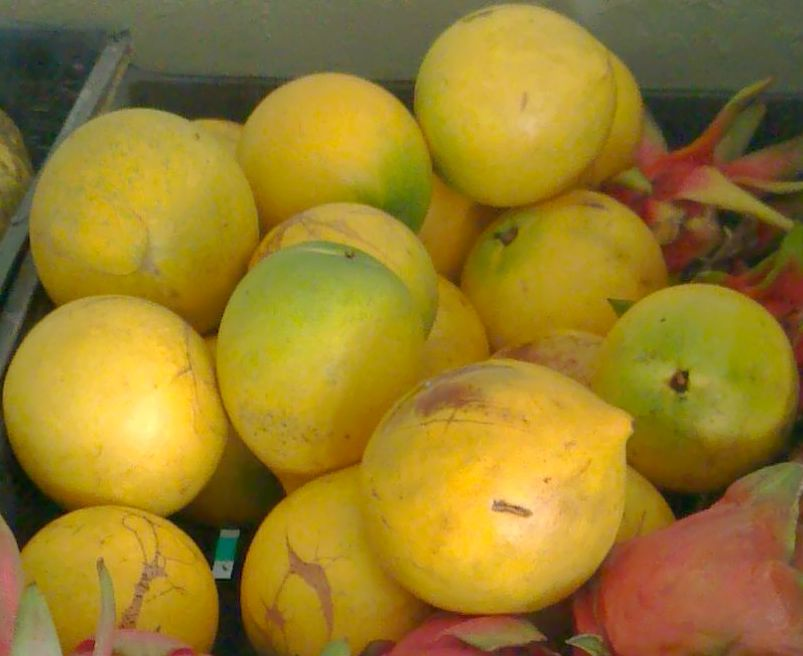
Frutti di Pouteria caimito in un mercato di Miami

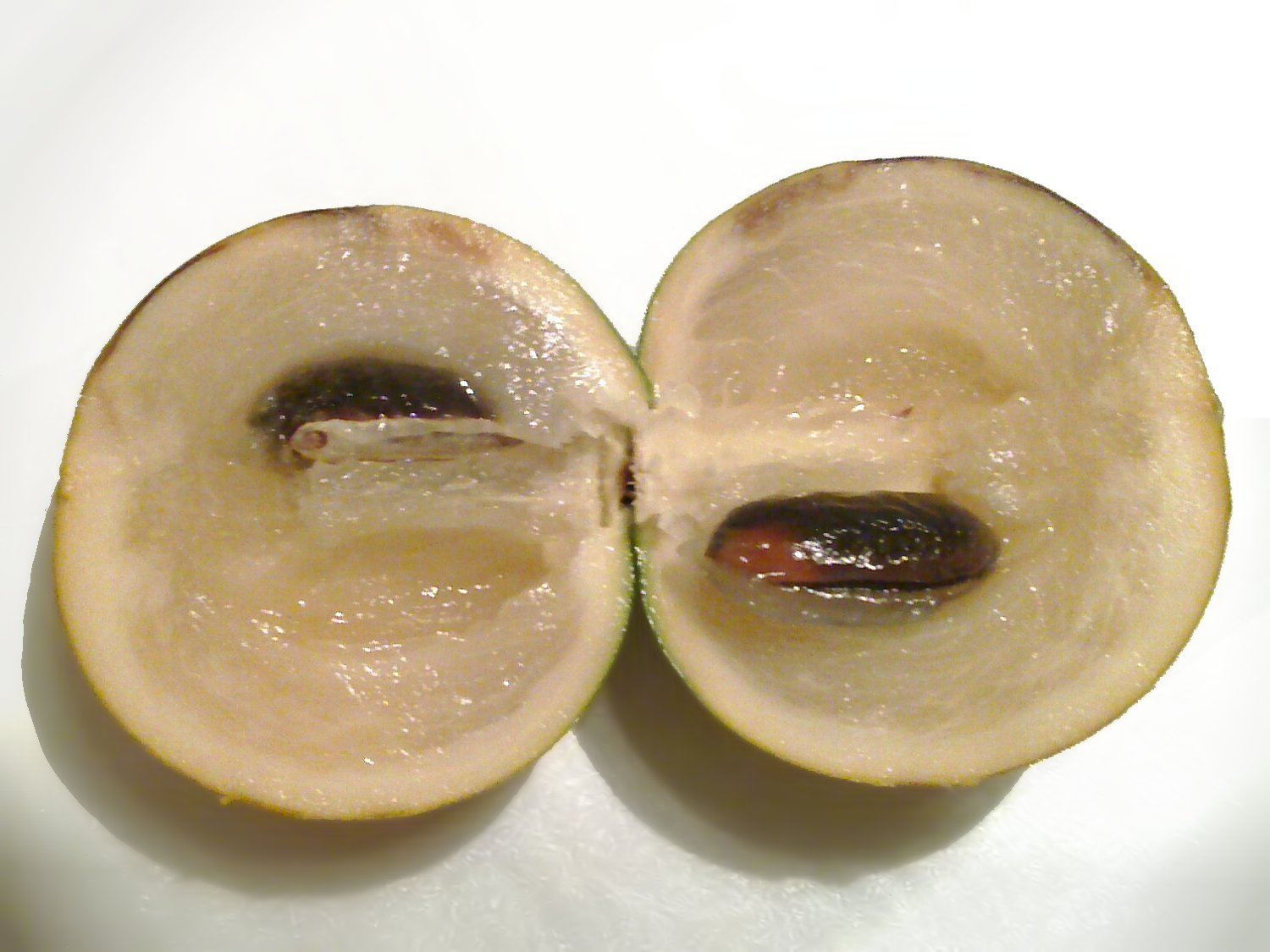
L'aspetto interno del frutto sezionato.

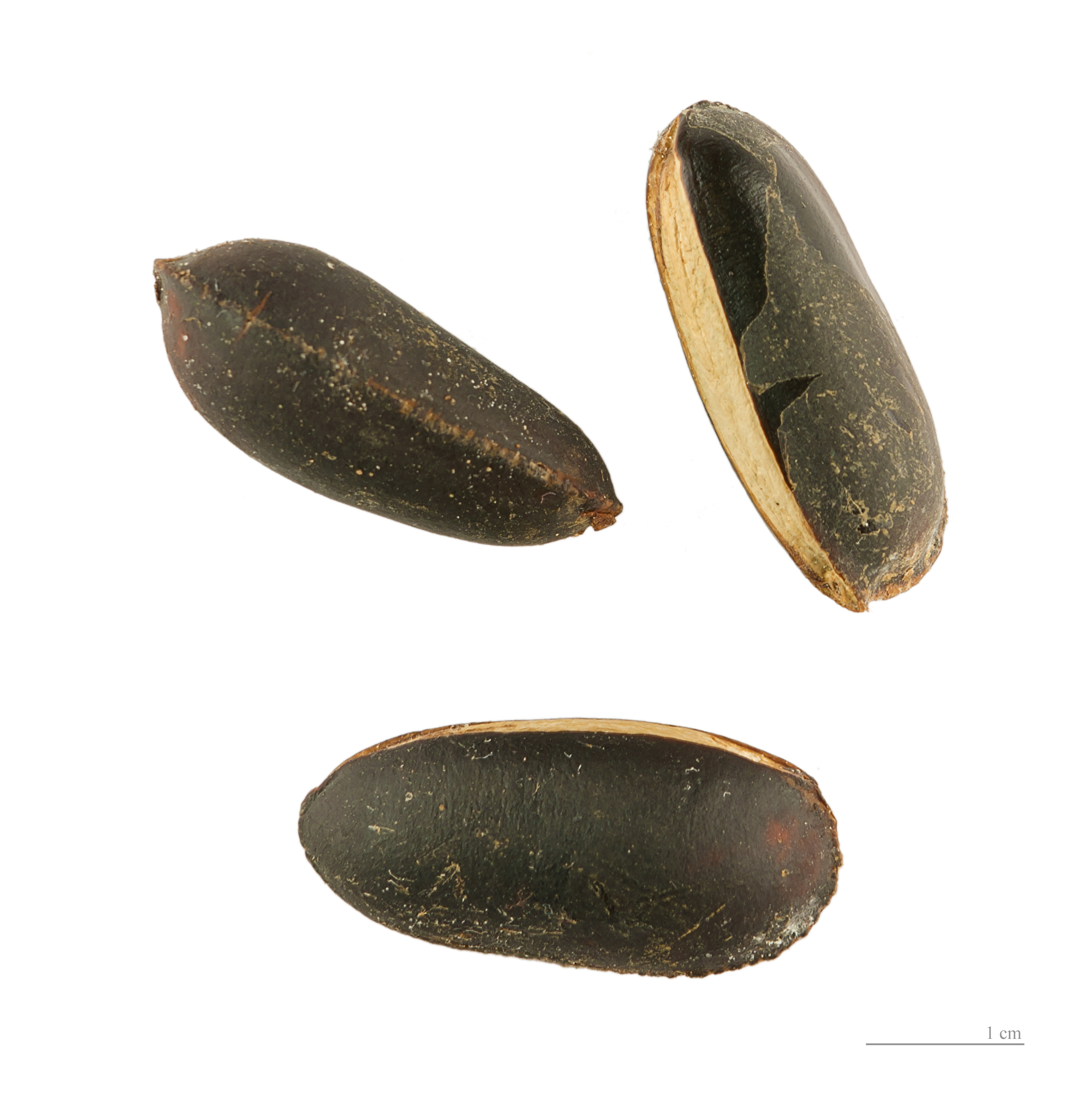
Semi di Pouteria caimito

L'albero normalmente è alto circa 10 m, ma in condizioni favorevoli può raggiungere quasi i 40 metri ed un diametro del tronco di 50 cm.
Il legno essuda un lattice gommoso di colore bianco o rosso sporco.
Le foglie sono lunghe fino a 20 cm e larghe fino a 6 cm, di forma che può variare da ellittica a ovale a oblunga.
I fiori, singoli o in gruppi fino a cinque, sono cilindrici e di colore da bianco a verdastro, lunghi 4–8 mm.

### Frutto
Il frutto, rotondo-ovale, di 5–10 cm di diametro, è di colore da giallo chiaro a verde scuro al maturare, con 1-4 semi ovali, neri. La polpa è di colore bianco,  con una consistenza translucida e mucillaginosa e un sapore fondente e dolce, che ricorda allo stesso tempo l'aroma dell'ananas e di un budino al caramello, con retrogusto di miele e di cannella. Come altre parti della pianta, la scorza contiene un lattice appiccicoso e irritante che bisogna evitare di toccare con le labbra.

## Distribuzione e habitat
L'areale di questa specie comprende l'America centrale e la parte settentrionale del Sud America.

## Coltivazione

### Clima
L'albero è originario di latitudini tropicali e necessita quindi di un clima caldo-umido per tutto l'anno, sebbene sopporti meglio di Pouteria sapota periodi secchi non prolungati. Mal si adatta a condizioni marginali del clima subtropicale in quanto, pur tollerando brevi abbassamenti verso temperature moderatamente fresche, gelate prossime allo zero uccidono anche piante adulte. Risulta presente solo in poche coltivazioni amatoriali in Florida, alle Hawaii e altrove nel Tropico.

### Suolo
Il terreno deve essere sempre umido, ricco di sostanza organica e moderatamente acido. La pianta non sopporta il limo né suoli alcalini che provocano la clorosi.